# Gabriela Svobodová
Gabriela Svobodová (nacida como Gabriela Sekajová, Kremnica, Checoslovaquia, 27 de febrero de 1953) es una deportista checoslovaca que compitió en esquí de fondo. 
Participó en tres Juegos Olímpicos de Invierno, obteniendo una medalla de plata en Sarajevo 1984, en la prueba de relevo (junto con Dagmar Švubová, Blanka Paulů y Květa Jeriová), el sexto lugar en Innsbruck 1976 y el cuarto en Lake Placid 1980, en la misma prueba. Ganó una medalla de bronce en el Campeonato Mundial de Esquí Nórdico de 1974, también en el relevo.

## Palmarés internacional
| Juegos Olímpicos   | Juegos Olímpicos      | Juegos Olímpicos  | Juegos Olímpicos |
| Año                | Lugar                 | Medalla           | Prueba           |
| ------------------ | --------------------- | ----------------- | ---------------- |
| 1984               | Sarajevo (Yugoslavia) | Medalla de plata  | Relevo 4 × 5 km  |
| Campeonato Mundial |                       |                   |                  |
| Año                | Lugar                 | Medalla           | Prueba           |
| 1974               | Falun (Suecia)        | Medalla de bronce | Relevo 4 × 5 km  |